# Arnold von Altena
Arnold von Altena (* vermutlich vor 1150; † 3. Mai 1206, 1207 oder 1209) war Graf von Altena und ein Sohn von Eberhard I. von Berg-Altena.
Er ließ zusammen mit seinem Bruder, dem Kölner Erzbischof Adolf I., die Isenburg bei Hattingen errichten und verfügte über viele Liegenschaften. Er gilt als Begründer der Berg-Altenaer Linie Isenberg.
Sein Sohn Friedrich von Isenberg ging als einer der Mörder des Erzbischofs Engelbert I. von Köln in die Geschichte ein. Weitere Söhne waren der Bischof von Osnabrück Engelbert I. von Isenberg und der Bischof von Münster Dietrich III. von Isenberg. Auch diese waren in den Mord verwickelt.

## Ehe und Nachkommen
Arnold heiratete Mechthild († 1223), Tochter von Florenz III. von Holland. Ihre Kinder waren:
- Eberhard II.
- Friedrich von Isenberg
- Dietrich III. von Isenberg, Bischof von Münster
- Engelbert I. von Isenberg, Bischof von Osnabrück
- Phillip
- Bruno von Isenberg, Bischof von Osnabrück
- Gottfried
- Adolf ⚭ Elisabeth von Arnsberg († nach 1260)
- Agnes ⚭ Christian II. Graf von Oldenburg
- Wilhelm gen. von Isenberg (urkundl. 1223–1242)